# ويليام ريان (سياسي)
ويليام ريان هو صحفي وسياسي كندي، ولد في 22 نوفمبر 1887 في سانت جون في كندا، وتوفي بنفس المكان في 4 يناير 1938. حزبياً، نشط في الحزب الليبرالي الكندي. وقد انتخب عضو مجلس العموم الكندي.